# Kempele
Kempele – gmina w Finlandii, w regionie Ostrobotnia Północna. Powierzchnia wynosi 110,35 km², z czego 0,02 km² stanowi morze, a 0,21 km² woda słodka. Populacja Kempele wynosi 15 934 osób (2011).
Pierwsi ludzie osiedli na terenie dzisiejszego Kempele prawdopodobnie około 500 lat temu. W 1568 znajdowały się w nim trzy domy, wtedy też pierwszy raz w oficjalnym kontekście pojawiła się nazwa Kempele. W latach 1688–1691 wybudowano we wsi drewniany kościół (mimo że mieszkańcy otrzymali pozwolenie tylko na wybudowanie domu modlitewnego), który stoi do dziś i jest jednym z najstarszych kościołów w Finlandii. W 1774 Kempele zostało wydzielone z Liminki. Administrację gminną ustanowiono w 1867 roku.
W Kempele mieści się fabryka producenta pulsometrów Polar Electro. Na terenie gminy znajduje się też stacja kolejowa Kempele.

## Sąsiadujące gminy
- Liminka
- Oulu
- Oulunsalo
- Tyrnävä
- Muhos